# Rujm Al-Malfouf
Rujm Al-Malfouf è una delle torri di avvistamento del regno degli ammoniti nell'odierna Amman, in Giordania. Il suo nome può essere tradotto direttamente come pietre attorcigliate, che deriva dalla sua forma circolare. Costruita nella prima metà del I millennio a.C., la torre di guardia si trova a Jabal Amman (nei dintorni di Amman). Rujm Al-Malfouf è vicina al Ministero delle Antichità giordano.